# Prosper Despine
Pour les articles homonymes, voir Despine.
Prosper Despine, né le 11 mars 1812 à Bonneville et mort le 14 janvier 1892 à Marseille, est un aliéniste et psychiatre, médecin français.

## Biographie

### Origines
Prosper Pierre Constant Despine est né le 11 mars 1812, à Bonneville. Il est le fils de Louis Despine, négociant à Marseille, et Marianne de Passier, et il a quatre sœurs. Il est issu d'une famille de notables savoyards, originaire des Bauges, les Despine.
Il est notamment le neveu de Charles-Humbert-Antoine Despine (1777-1852), médecin et directeur des thermes d'Aix-les-Bains.

### Carrière
Il entre au lycée à Grenoble où il obtient le baccalauréat ès lettres, en 1830. Il poursuit ses études à Marseille. Il soutient le 18 novembre 1837 une thèse en médecine à Paris, où il traite de « Propositions de médecine et de chirurgie ».
Il s'installe à Marseille.
Il est élu membre Correspondant de l'Académie des sciences, belles-lettres et arts de Savoie, le 9 décembre 1880.

## Œuvres
- Psychologie naturelle. Étude sur les facultés intellectuelles et morales dans leur état normal et dans leurs manifestations anormales chez les aliénés et chez les criminels, F.Savy, 1868.
- De La Contagion Morale: Faits Démontrant Son Existence (1870)
- Du Retour à la raison chez certains déments pendant les dernières heures de leur vie. Extrait du Marseille médicale. - Causes pour lesquelles les artères et les veines cérébrales ont un parcours très sinueux. Fonction importante des sinus de la dure-mère. Extrait de l'Union médicale de la Provence., Impr. de Barlatier-Feissat (1870)
- Le Démon alcool, ses effets désastreux sur le moral, sur l'intelligence et sur le physique, moyens d'y porter remède, Savy, 1871
- De la Folie au point de vue philosophique, ou plus spécialement psychologique, étudiée chez le malade et chez l'homme en santé, Savy, 1875
- Du Rôle de la science dans la question pénitentiaire, quelles sont les lumières dont la science peut éclairer cette question. Mémoire adressé à MM. les membres du Congrès pénitentiaire international réunis à Stockholm en août 1878, Impr. de Boehm (1878)
- Étude scientifique sur le somnambulisme, sur les phénomènes qu'il présente et sur son action thérapeutique dans certaines maladies nerveuses, F.Savy, 1880
- Théorie physiologique de l'hallucination, Impr. de l'Étoile (1881)
- La Science du cœur humain, ou la Psychologie des sentiments et des passions, d'après les œuvres de Molière, F.Savy, 1884